# Choceň
Choceň (niem. Chotzen) – miasto w Czechach, w kraju pardubickim, 10 km na zachód od Ústí nad Orlicí, nad rzeką Cichą Orlicą (cz. Tichá Orlice).

## Historia
W języku czeskim nazwa Choceň jest rodzaju żeńskiego.
Pierwsza wzmianka o mieście pochodzi z roku 1227. Od 1709 zamek w Chocni był rezydencją magnackiego rodu Kinskich.
Po wybuchu I wojny światowej w mieście przebywali uchodźcy polscy, a 17 stycznia 1915 biskup Josef Doubrava poświęcił tam wybudowany kościół polski.
Od 1935 roku miała tu siedzibę wytwórnia lotnicza Beneš-Mráz (od 1940 Ing. J. Mráz, Flugzeugfabrik, od 1955 Orličan). W czasie II wojny światowej wyprodukowano tu 1620 szybowców DFS Kranich, przeznaczonych do szkolenia pilotów Luftwaffe oraz 13 szybowców transportowych DFS 230, oraz w latach 1944–1949 samoloty Fieseler Fi 156 Storch.
Według danych z 31 grudnia 2016 powierzchnia miasta wynosiła 2170 ha, a liczba jego mieszkańców 8736 osób.

## Demografia
Źródło
| Rok             | 1970 | 1980 | 1991 | 2001 | 2003 |
| --------------- | ---- | ---- | ---- | ---- | ---- |
| Liczba ludności | 8710 | 9716 | 9249 | 9039 | 9008 |